# Abu Zayd al-Ansari
Abu Zayd al-Ansari est un  grammairien, lexicographe et philologue arabe de l’école de Bassora, mort vers 830 à plus de 90 ans.

## Sources
- F. F. Arbuthnot Arabic Authors BiblioBazaar, LLC, 2009  (ISBN 978-0-559-06412-8)